# Народни музеј Србије
Народни музеј Србије је најстарија музејска установа у Србији. Основан је 1844. Налази се у централном језгру Београда на простору између Трга Републике и улица Чика Љубине, Васине и Лазе Пачуа, на квадратној парцели која се својом чеоном страном „ослања“ на Трг Републике.
У саставу Народног музеја Србије су и Галерија фресака, Вуков и Доситејев музеј и Меморијални музеј Надежде и Растка Петровића. Највећа вредност која се чува у Народном музеју је Мирослављево јеванђеље - најстарији и најдрагоценији ћирилички рукопис, настао око 1190.
Поред богате археолошке, нумизматичке, уметничке збирке српске и југословенске уметности, Народни музеј Србије поседује и дела светски значајних уметника као што су: Ботичели, Бош, Дирер, Тицијан, Тинторето, Ел Греко, Петер Паул Рубенс, Рембрант, Утамаро, Кунисада, Хирошиге, Писаро, Дега, Сезан, Сисли, Редон, Моне, Реноар, Мери Касат, Рјепин, Гоген, Винсент ван Гог, Тулуз-Лотрек, Кандински, Матис, Мондријан, Дерен, Пикасо, Шагал и други.

## Историја
Указом Министра просвете Јована Стерије Поповића, 10. маја 1844. године основан је Народни музеј под именом Музеум сербски. Пре њеног подизања на овом месту била је чувена београдска кафана „Дарданели“ у којој је одседала културна и уметничка елита тог доба. Рушењем старе кафане уједно је започета трансформација Трга Републике.
Садашња зграда музеја подигнута је 1903. године за Управу фондова, у коју се касније уселила Хипотекарна банка, једне од најстаријих банкарских установа у Београду. Ова зграда је, од 1952. године, кућа Народног музеја у Београду. Реализована је према пројекту архитеката Андре Стевановића и Николе Несторовића после конкурса на којем су добили прву награду. На овој згради је за фундирање темеља први пут употребљен известан облик армираног бетона. Заправо, приликом првих радова наишло се на разне јаме, бунаре и подруме због близине некадашње Стамбол капије. Новосаграђени двоспратни објекат представљао је праву палату свога времена како по концепцији волумена пројектованог у виду дугог масивног блока са куполама над централним и бочним ризалитима тако и академском решењу фасада базираном на принципима неоренесансе са елементима необарока на куполама. Највећа пажња у објекту посвећена је монументалном степеништу док је шалтер сала, као основни простор једне банке, добила секундаран значај. Непуне три деценије касније, са развојем Хипотекарне банке, појавила се потреба за темељном реконструкцијом објекта. Доградња је извршена без конкурса према пројекту архитекте Војина Петровића, којим је дограђено крило и атријум према улици Лазе Пачуа. Како је нови део у себи садржао исте елементе као и стари објекат, појавила су се два монументална степеништа и две шалтер сале, док су тек на спратовима простори обједињени у виду непрекидног низа проходних канцеларија. Током Другог светског рата зграда Хипотекарне банке је бомбардована када јој је порушен централни део са куполом. После рата, зграда је добила потпуно нову намену када се у њу уселила једна од најзначајнијих државних институција културе.
Од свог оснивања за време уставобранитеља па све до завршетка Другог светског рата Народни музеј Србије се селио више пута. Првобитно је био у просторијама Капетан Мишиног здања (1863) па је премештен у суседне две зграде које су у Првом светском рату порушене, а збирка заплењена и опљачкана од стране окупатора. У међуратном периоду није добио своју зграду, био је у Кнегиње Љубице 38, за његове потребе је закупљена једна приватна кућа у улици Кнеза Милоша 58, све до 1935. године када је у зграду Новог двора отворен Музеј кнеза Павла, настао спајањем Историјског музеја и Музеја савремене уметности. Када је Нови двор адаптиран за потребе Скупштине Србије, 1948. године Музеј је пребачен у зграду некадашње Берзе на Студентском тргу, а једним делом у Конак кнегиње Љубице где је привремено био смештен Апелациони суд. Први конкурс за зграду Музеја, планиран да буде на Ташмајдану расписан је наредне године. Пројекат је израдио архитекта Миладин Прљевић али одлуком Коминформа од ове идеје се одустало, а Музеј је поново премештен, овај пут у зграду Хипотекарне банке на Тргу Републике где је званично заузео своје централно место, а банка исељена. Прву обнову зграде после рата, урадио је архитекта Доброслав Павловић 1950. године. Највећа реконструкција објекта, уједно и адаптација за потребе будућег националног музеја је извршена 1965-66 године према пројекту архитеката Александра Дерока, Петра Анагностија и Зорана Петровића. Тада је обновљена централна купола и извршено подизање средишњег тракта са канцеларијама и радним просторима. Приликом адаптације првобитна шалтер сала је претворена у Библиотеку чиме је главни улаз са монументалним трокраким степеништем, улаз са Трга Републике, добио интерни карактер, а други из Васине улице добио функцију главног улаза у Музеј који је везан директно са шалтер салом. У функционалном аранжману, зграда је доградњом доживела удвајање простора и комуникација, док је у обликовном смислу задржала карактеристичне елементе из 1902. године па се у ликовном погледу прихвата као интегрална целина. Унутрашња доградња из шездесетих година 20. века изведена је тако да споља није видљива, а не ремети унутрашњи ток музејске поставке.
Двадесет и три вредна портрета из колекције Народног музеја Србије украдени су на изложби у Галерији „Сопоћанска виђења” у Новом Пазару почетком јуна 1988. Новопазарски лопови су вратили већину украдених портрета тако што су их поређали на спортско игралиште у близини станице полиције. Нису враћена четири вредна портрета мањих димензција: портрет Бранка Радичевића (рад Јована Поповића), Милице Стојадиновић Српкиње (Петар Симић), Јосифа Панчића (Ђорђе Крстић) и Лазе Костића (Урош Предић). Портрети су наводни продати и завршили су у МИлану.
У једном делу Народног музеја је 2013. године отворена изложба поводом 900 година од рођења Стефана Немање. Пре тога је музеј био више година затворен због реновирања.
Од 2003. године музеј није имао сталну поставку због реконструкције. После 15 година, обновљена је зграда Народног музеја и отворила је врата за посетиоце 28. јуна 2018. Свечаном отварању присуствовали су државни званичници, угледне личности из сфере уметности, културе и науке, као и бројна публика.

## Зграда
Зграда Народног музеја представља репрезентативни јавни објекат који карактерише монументалност како габаритом и волуменом тако и својим обликовним решењем. Посебно се издвајају улазна партија са удвојеним стубовима и раскошне куполе. Све фасаде одликује полихромија са декоративном пластиком неоренесансног порекла.
Репрезентативност се огледа и у ентеријеру са богатом декорацијом коју су радили чувени уметници тог времена: Доменико д'Андреа, познат као сликар декоративног зидног сликарства који је учествовао у уређењу ентеријера зграде Старог двора, Фрања Валдман и Бора Ковачевић.
Због својих архитектонско-урабанистичких и културно-историјских вредности зграда Народог музеја је утврђена за културно добро од великог значаја за Републику Србију (Службени гласник СРС бр. 14/79).

## Збирке
Збирке Музеја имају преко 400.000 најрепрезентативнијих и врхунских археолошких и историјско-уметничких предмета - најзначајнијих сведочанства за познавање археологије и историје уметности, која представљају развој и цивилизацијске промене на подручју данашње Србије и најближег окружења, од праисторијских времена до позног средњег века, као и кључне уметничке правце и стилове, врхунске уметничке домете у националној и европској уметности од средњовековног периода до савременог стваралаштва.
Збирке Народног музеја су организоване у четири одељења:
- Одељење за археологију[14][15][16][17]
- Одељење за средњи век.[18]
- Одељење за новију уметност
- Одељење за нумизматику

### Експонати посебне вредности
Међу експонатима издвајају се:
- Лепенски Вир (7. миленијум п. н. е.).[19]
- Винчанске статуе (6-5. миленијум п. н. е.),[20]
- Дупљајска колица (16-13. век п. н. е.),[21]
- Београдска мумија (2. миленијум п. н. е.)
- златне маске из Требеништа (6. век п. н. е.)
- остава из Јабучја (1. век н. е.)
- Београдска камеја (4. век)
- Мирослављево јеванђеље (12. век)
- новац краља Радослава (13. век)
- средњовековне иконе и фреске
- здела из Враћевшнице (17. век)
- бакрорези Захарија Орелина (18. век)
- слике Константина Данила (19.  век)
- слике Паје Јовановића (19. и 20. век)
- слике Уроша Предића (19. и 20. век)
- слике Надежде Петровић (20. век)
- слике Саве Шумановића (20. век)
- скулптуре Ивана Мештровића (20. век)
- скулптуре Сретена Стојановића (20. век)
- скулптуре Риста Стијовића (20. век)

### Експонати иностраних аутора
- Енглеска уметничка дела
- Италијанска уметничка дела
- Руска уметничка дела
- Француска уметничка дела
- Холандска и фламанска уметничка дела

## Директори музеја
- Филип Николић (1853–1856)
- Ђуро Даничић (1856–1859)
- Миливој Прајзовић (1859–1860)
- Коста Црногорац (1860–1861)
- Јанко Шафарик (1861–1869)
- Стојан Новаковић (1869–1874)
- Јован Бошковић (1875–1880)
- Нићифор Дучић (1880–1881)
- Михаило Валтровић (1881–1905)
- Милоје Васић (1906–1919)
- Владимир Петковић (1919–1935)
- Милан Кашанин (1935–1944)
- Вељко Петровић (1944–1962)
- Лазар Трифуновић (1962–1969)
- Миодраг Коларић (1969–1973)
- Владимир Кондић (1973–1980)
- Јефта Јевтовић (1980–1996)
- Бојана Борић-Брешковић (1996–2001)
- Никола Тасић (2001–2003)
- Татјана Цвјетићанин (2003–2012)
- Бојана Борић-Брешковић (2012–)[22]

## Галерија

### Одељење за археологију
- Антропоморфна фигурина, глина, Винча - Бело брдо 5500-4500. п. н. е.
- Вотивна колица из Дупљаје.
- Скифоси, друга половина 4. века п. н. е.
- Римска керамика 3/4. век
- Лиицинијеви сребрни тањири из 4. века
- Тањир из Бронзаног доба (2. век пре Христа)
- Београдска мумија Несмир

### Одељење за средњи век
- Мирослављево јеванђеље.
- Исцељење слепог, копија из Богородице Љевишке (14. век)
- Икона из 14. века
- Свети Бернардино Сијенски (15. век)
- Прстен краљевића Радослава, 1219-20.
- Златни прстен-печатњак из 14. века
- Прстен краљице Теодоре, манастир Бањска, пре 1332.

### Одељење за новију уметност
- Биста Марија од Бургундије (15.-16. век)
- Царске двери и надворје, 1638.
- Богородица Тренуса, 17. или 18. век
- Десис са светитељима, триптих (18-19 век).
- Катарина Ивановић (аутопортрет).
- Карађорђе Петровић рад Владимира Боровиковског.
- Кнез Александар Карађорђевић рад Уроша Кнежевића 1852.
- Цинцар Јанко Поповић рад Уроша Кнежевића.
- Кнегиња Љубица цртеж Едварда Браумана 1850.
- Кнез Милан на одру, рад Јована Исајловића - млађег 1839.
- Јаков Ненадовић (уље на платну Уроша Кнежевића, после 1852)
- Константин Данил: Портрет г-ђе Ваилглинг, после 1840.
- Новак Радонић: Персида Сарачевић, 1857
- Стеван Тодоровић, Прво српско гимнастичарско друштво, 1858-1859
- Ђорђе Крстић, Манастир Жича 1881.
- Димитрије Аврамовић - Апотеоза Лукијана Мушицког (1840)
- Урош Предић, Весела браћа, 1887.
- Урош Предић, Херцеговачки бегунци, 1889.
- Паја Јовановић, Издајица (варијанта), 1890-1900
- Марко Мурат, Долазак цара Душана у Дубровник, 1899-1900
- Паја Јовановић, Студија женског акта с леђа, око 1915.
- Милан Миловановић, Плава врата, 1917.
- Живорад Настасијевић, Напуштени плуг 1918.
- Коста Миличевић, Острвца крај Крфа, 1918.
- Урош Предић, Свети Сава благосиља Српчад, 1921.
- Одилон Редон, Глава гнома 1879.
- Реноарова „Купачица“.
- Тома Росандић, Бацач камена (1035).
- Жена под велом, Круг Ђузепа Крофа око 1860.